# 馬從龍 (萬曆河南進士)
馬從龍（？—？），字雲從，號虞生，河南汝寧府新蔡縣籍，河南府洛陽縣人，明朝政治人物。

## 生平
萬曆十六年（1588年）戊子科河南鄉試舉人。萬曆二十年（1592年），登壬辰科第三甲第六十五名進士。刑部觀政，六月授浙江餘姚知縣，二十二年本省同考，丁憂。二十八年補成安知縣，本年升工部都水司主事，管南旺閘，三十一年与刑部员外郎費兆元陕西主考，三十二年管節慎庫，三十三年升员外郎，本年十二月升太原府知府，三十五年升蘇州兵备參議，丁憂。三十八年補寧國知府，四十一年考察調簡，四十二年補岳州知府，四十四年升儀真副使，四十八年升揚州兵备浙江參政，天啓二年（1622年）五月升山東按察使，六月調湖廣，三年六月升浙江右布政使，四年升左布政使，五年九月升太仆寺卿、管西路少卿事，六年四月升通政使，八月因告病致仕。

## 家族
曾祖馬全；祖父馬仲科，七品散官；父馬晨，教授。